# Fusillade au Collège Dawson
La fusillade au Collège Dawson a eu lieu à Westmount, au Québec, le 13 septembre 2006. Elle a fait deux morts, dont le tireur, qui s'est tiré une balle dans la tête après avoir été atteint par les policiers. On dénombre aussi une vingtaine de blessés.

## Chronologie des événements

1. : le tireur quitte sa voiture.
2. : Premiers coups de feu devant l'entrée.
3. : Les agents de proximité se précipitent sur les lieux.
4. – : tir de Gunman sur les étudiants dans la cafétéria. La police tire sur lui dans le bras, il se tue d'une balle dans la tête.
5. : le corps du tueur est traîné à l'extérieur et couvert.

Toutes les heures sont données à l'heure locale : UTC-4 (heure avancée de l'Est).
- 12 h 42, un homme vêtu d'un trenchcoat noir et avec une coupe de cheveux style Mohawk ouvre le feu avec une carabine Beretta Cx4 Storm aux portes de l'entrée située sur le boulevard de Maisonneuve. Après avoir tiré environ cinq fois, il entre dans l'établissement et ouvre le feu sur les étudiants situés dans la cafétéria. Un premier appel est passé au 9-1-1. Les gens qui l'avaient vu arriver ont présumé qu'il ne s'agissait que d'une arme jouet et non d'une vraie arme à feu et n'ont pas tenté de l'intercepter. La plupart des étudiants du Collège Dawson, avant de voir le tireur faire feu, pensaient qu'il ne s'agissait que d'une blague.
- 12 h 44, début de l'intervention policière au collège.
- 13 h 10, les policiers interviennent dans la cafétéria du Collège Dawson et échangent des coups de feu avec le suspect. Celui-ci est atteint au bras par un projectile tiré par l'agent Denis Côté[2] avant de retourner son arme contre lui et de se tirer une balle dans la tête.
- 13 h 17, une première victime est retrouvée étendue sur le trottoir, face au collège, atteinte à l'estomac.
- 13 h 45, des services d'aide psychologique sont offerts aux victimes à l'Université Concordia.
- 13 h 50, début des évacuations.
- 14 h 00, les policiers entrent plus profondément dans le collège afin d'extraire les blessés.
- 15 h 56, l'escouade tactique tente d'extraire des étudiants en état de choc et encore barricadés dans le collège. Plusieurs rumeurs et informations non confirmées circulent, certains médias évoquant même une prise d'otage.
- 16 h 6 min, réactions du premier ministre du Québec, Jean Charest.
- 16 h 40, les policiers confirment avoir abattu un suspect devant une entrée du collège.
- 16 h 50, réactions du maire de Montréal, Gérald Tremblay.
- 17 h 52, le décès d'une femme de 18 ans, Anastasia de Sousa, est confirmé (atteinte de neuf balles).
- 18 h 12, un second décès est signalé, sans plus de précisions.
- 19 h 56, le premier ministre du Québec Jean Charest fait un point de presse accompagné de Jean-Marc Fournier (ministre de l'Éducation, du Loisir et du Sport), Jacques Chagnon (député de Westmount Saint-Louis) et Jacques P. Dupuis (ministre de la Sécurité publique).
- 21 h 15, les autorités font le point sur la fusillade. Ils écartent d'emblée l'hypothèse d'un acte raciste ou terroriste. Ils disent enquêter pour déterminer le motif.

## Le tueur
La police envisage initialement trois suspects mais les témoins font tous état d'un seul tireur avec un Mohawk et portant un trenchcoat noir. Dès la soirée du 13 septembre 2006, le nom de Kimveer Gill, 25 ans, résident de Laval (Fabreville), en banlieue nord de Montréal circule comme étant celui du tueur présumé. La police confirme son identité vers minuit. Kimveer Gill n'était pas un étudiant du Collège Dawson.
Le jeune homme, décrit par des témoins comme un individu plutôt grand, affichait sur son blog du site vampirefreaks.com de nombreuses photos de lui brandissant des armes. « Son nom est Trench. vous viendrez à la connaitre comme étant l'Ange de la Mort », a-t-il écrit en anglais sur son profil. Il y exprimait sa haine de la société, des gens normaux, des professeurs, responsables selon lui des nombreux taxages subis au secondaire, des « jocks » (surnom péjoratif venant de jockstrap — « coquille de protection » — pour les sportifs de l'école), des policiers qui, selon lui, le surveillaient depuis des mois. Il a également répondu à cette question, « Comment veux-tu mourir ? », sur son blog ; « Comme Roméo et Juliette ou dans une pluie de balles ». Il s'exprimait sur ce site web à peine deux heures avant l'événement, sans pour autant évoquer les gestes qu'il s'apprêtait à accomplir. Aujourd'hui, son profil (pseudo « fatality666 ») n'y apparaît plus.
Gill possédait trois armes à feu dûment enregistrées : une carabine semi-automatique, de marque Beretta, modèle Cx4 Storm, un pistolet de marque Glock de calibre 9 mm Parabellum, ainsi qu’un fusil de chasse chinois, de marque Norinco, modèle HP-9, doté d’un canon de 13 pouces. Il a fait un séjour dans les Forces armées canadiennes en 1999 mais avait abandonné après quatre semaines d'entraînement de base à l'École de leadership et de recrues des Forces canadiennes. Il n'aurait pas manié d'armes à feu durant cette période.
Kimveer Gill avait été arrêté en décembre 2002 pour conduite avec facultés affaiblies, et condamné à une amende début 2006. Hormis ce délit, il était totalement inconnu des autorités.
Le tueur aurait été vu sur les bandes des caméras de surveillance du collège le 10 août 2006.

## Victimes

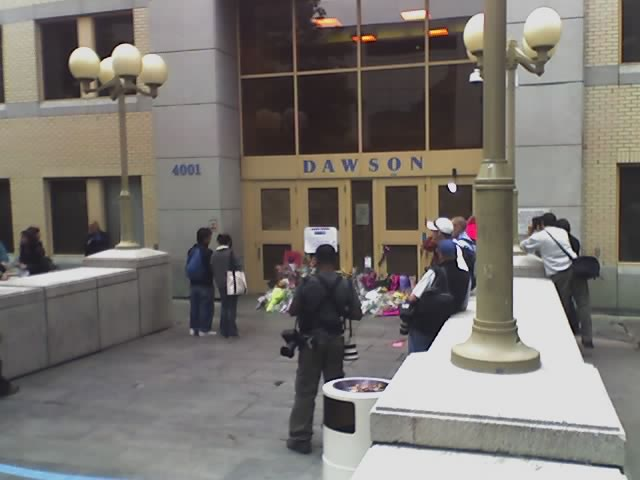
Deux jours après, des gens déposent des fleurs en mémoire des victimes

Une femme de 18 ans, Anastasia De Sousa, atteinte de neuf projectiles, perd la vie pendant l'attaque et dix-neuf autres personnes sont blessées. Huit des victimes étaient jugées dans un « état critique » le matin du 14 septembre.
Un jeune homme, Hayder Kadhim, devra vivre pour le restant de ses jours avec une balle dans la tête et une autre dans le cou, projectiles tirés par Kimveer Gill. Le troisième projectile qu'il a reçu a été extrait. Depuis ce jour, il milite pour le renforcement du contrôle des armes à feu au Canada. Il se promet qu'une tragédie telle que la fusillade du Collège Dawson ne se reproduira plus jamais. En 2008, il participe à l'émission de télé-réalité Secret Story 2 avec pour secret : « Je vis avec une balle dans la tête ».

### Funérailles
Les funérailles d'Anastasia De Sousa ont été célébrées le mardi 19 septembre 2006 à Montréal, tout comme celles de Kimveer Gill.

## Polémique impliquant Jan Wong
Dans un article publié le 16 septembre 2006 dans le quotidien canadien basé à Toronto Globe and Mail, la journaliste Jan Wong, née au Québec, fait un lien entre les trois tueries ayant eu lieu dans des écoles de Montréal depuis 1989 et les lois linguistiques de la province. Selon elle, la loi 101 et le racisme des Québécois pure laine contribuent à créer un sentiment d'aliénation chez les immigrants et les enfants d'immigrants, ce qui expliquerait les trois tragédies. Cet article a suscité de fortes réactions d'indignation. Le premier ministre du Québec, Jean Charest, le premier ministre du Canada, Stephen Harper et la Chambre des communes ont demandé des excuses formelles de la journaliste Wong et du journal. Elle a également été blâmée par le Conseil de presse du Québec pour cet article.

## Informations supplémentaires
(novembre 2014).
- Les étudiants et le personnel qui s'étaient barricadés après avoir entendu les coups de feu sont demeurés plusieurs heures à l'intérieur de l'établissement, alors que les policiers effectuaient une fouille minutieuse des lieux. À un certain moment, il était question d'un ou deux tireurs supplémentaires.
- Les étudiants et le personnel du Collège Dawson ont rapidement fui les lieux. Le Westmount Square et la Place Alexis-Nihon, situés à proximité du collège, ont été évacués. La circulation sur la ligne verte du métro de Montréal a été interrompue et les circuits d'autobus détournés. Lorsqu'elle a repris, aucun arrêt n'était effectué à la station de métro la plus rapprochée du périmètre de sécurité, Atwater, qui est demeurée fermée jusqu'en fin de soirée.
- Le Syndicat des étudiants de l'Université Concordia, située à proximité, a accueilli plusieurs étudiants du Collège Dawson. Des spécialistes, employés de CLSC étaient également présents sur les lieux. Les urgences de l'Hôpital général de Montréal ont fermé leurs portes pour accueillir les victimes de la fusillade. Des victimes ont aussi été transportées à l'hôpital Jean-Talon, au Royal Victoria et au Jewish General Hospital de Montréal.
- Les élèves des écoles environnantes ont été gardés en classe, pour des raisons de sécurité.
- Kimveer Gill était amateur de heavy metal, et plus particulièrement de Megadeth, la chanson A Tout le Monde ayant été écoutée en boucle par le jeune homme. La chanson a été retirée de la chaîne MTV afin de « ne pas promouvoir le suicide »[8].
- Un des jeunes amis de la malheureuse victime a même parlé au tueur. Ce dernier ne s'était apparemment pas rendu compte de son acte. C'est ce dont témoigne un jeune homme d'origine portugaise : la victime elle-même était d'origine portugaise et elle était devant lui quand le tueur est apparu. Il dit que le tueur l'a pris comme bouclier humain pour se défendre des policiers pour enfin le relâcher et se suicider.
- Le lendemain du drame, l'association étudiante du Collège a critiqué la direction pour ne pas avoir pris en charge les étudiants[9], laissant plutôt l'Université Concordia s'en occuper. L'administration de Dawson a jugé les critiques sévères.
- Le retour en classe s'est fait le lundi 18 septembre, soit cinq jours après la fusillade. Bien que l'on ait ouvert les portes dès 11 h 0, plusieurs ont attendu que l'horloge indique 12 h 42 avant d'entrer, heure à laquelle Kimveer Gill a ouvert le feu. Aucun cours n'a été donné, la direction ayant décidé d'offrir de l'aide psychologique aux étudiants éprouvés.

## Conséquences
La fusillade a mené à l'adoption en 2007 de la Loi visant à favoriser la protection des personnes à l'égard d’une activité impliquant des armes à feu. Cette loi est connue sous le nom de « loi Anastasia » du nom de la victime de la fusillade.